# To venner (film fra 1954)
 For alternative betydninger, se To venner. (Se også artikler, som begynder med To venner)
To venner (russisk: Два друга, translit.: Dva druga) er en sovjetisk komediefilm fra 1954 instrueret af Viktor Ejsymont.
Filmens manuskript er skrevet af Nikolaj Nosov og er baseret på Nosovs bog "Vitja Maleev i skolen og derhjemme" fra 1951.

## Handling
Komedien fortæller om hverdagen for en simpel sovjetisk skoledreng Vitja, som sammen med sin ven Kostja, forsøger at forbedre sine karakterer i skolen. Gennem hele filmen kommer de to drenge ud for en række komiske situationer, men hver gang kommer de ud af vanskelighederne med æren i behold.

## Medvirkende
- Ljonja Krauklis som Vitja Malejev
- Vladimir Guskov som Kostja Sjisjkin
- Misja Aronov som Misja
- Vitja Belov
- Borja Burljaev som Tolik